# آریل ارناندس
آریل ارناندس (انگلیسی: Ariel Hernández؛ زادهٔ ۳ مهٔ ۱۹۷۰یا ۸ آوریل ۱۹۷۲) بوکسور اهل کوبا است.